# Alles aus Liebe
Alles aus Liebe (Originaltitel: She’s So Lovely) ist ein US-amerikanisch-französischer Liebesfilm aus dem Jahr 1997 von Nick Cassavetes. Die Hauptrollen spielen Robin Wright Penn und Sean Penn.

## Handlung
Eddie und Maureen lernen sich in den 1970er Jahren kennen und heiraten. Eines Tages, als Eddie nicht zu Hause ist, lädt der Nachbar Kiefer die schwangere Maureen auf ein paar Drinks ein und versucht sie anschließend zu vergewaltigen. Maureen kann fliehen und belügt Eddie, der nach ihren Verletzungen fragt, dass sie hingefallen sei. Eddie findet die Wahrheit heraus und verprügelt Kiefer. Maureen ruft verzweifelt in einer Nervenheilanstalt an, worauf zwei Pfleger versuchen, Eddie mitzunehmen. Er schießt jedoch einen der Pfleger nieder und wird daraufhin verhaftet und in eine geschlossene Anstalt eingeliefert.
Als Eddie nach zehn Jahren wieder aus der Anstalt entlassen wird, ist Maureen mit dem reichen Unternehmer Joey Germoni verheiratet und hat drei Kinder. Ihre älteste Tochter stammt aus ihrer Schwangerschaft mit Eddie. Dieser versucht nun Maureen zurückzugewinnen. Sie merkt, dass sie Eddie immer noch liebt, und entschließt sich, Joey und ihre Kinder zurückzulassen und mit Eddie ein neues Leben zu beginnen.

## Hintergrund
Die in Los Angeles mit einem Budget von 18 Millionen Dollar gedrehte Komödie spielte in den US-Kinos ungefähr 7,3 Millionen Dollar ein.

## Kritiken
Mick LaSalle schrieb im San Francisco Chronicle, die Liebesgeschichte sei anders als in üblichen romantischen Liebesfilmen. Sie sei lyrischer, irgendwie der Wirklichkeit entrückt und sonderbar strukturiert. James Berardinelli befand, der Film ändere das Verständnis der Familie und der Liebe. Die meisten Charaktere könne man nicht mögen. Das Spiel von Sean Penn und Robin Wright Penn helfe jedoch, Drehbuchschwächen zu übersehen.
Das Lexikon des internationalen Films meinte, der Film versuche zu erforschen, was ein Paar der Liebenden zusammenhalte. Er sei von den „vorzüglichen“ Darstellern getragen, obwohl die Hauptdarstellerin enttäusche.

## Auszeichnungen
Sean Penn und Thierry Arbogast gewannen 1997 Preise der Internationalen Filmfestspiele von Cannes, der Film nahm zudem am Wettbewerb um die Goldene Palme teil. Thierry Arbogast wurde außerdem 1997 für den Camerimage nominiert. Robin Wright Penn wurde 1998 für den Screen Actors Guild Award nominiert.